# Onze-Lieve-Vrouw-van-Bijstandkerk (Hallaar)

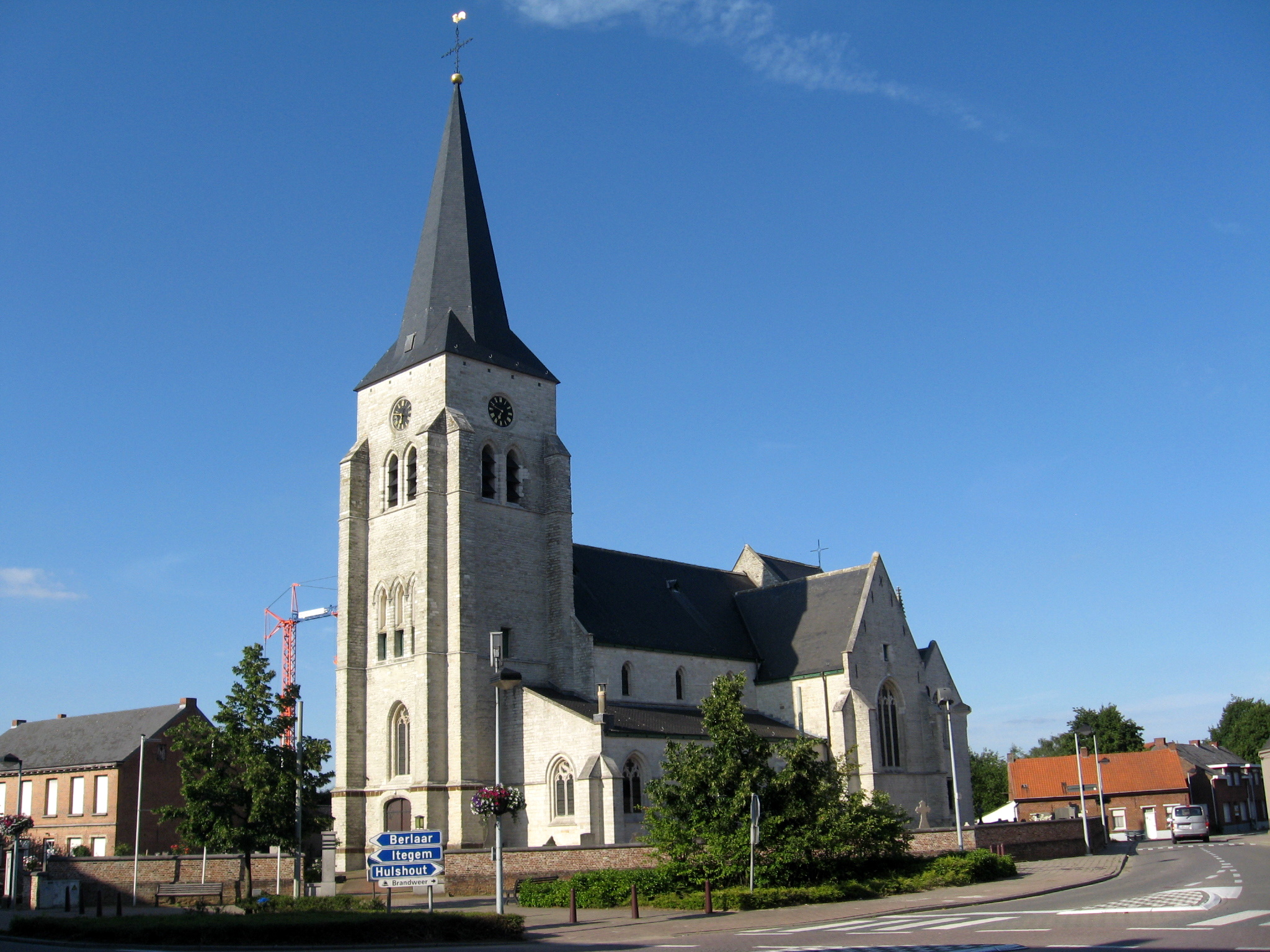
Onze-Lieve-Vrouw-van-Bijstandkerk

De Onze-Lieve-Vrouw-van-Bijstandkerk is de parochiekerk van de tot de Antwerpse gemeente Heist-op-den-Berg behorende parochie Hallaar, gelegen aan de L. Carréstraat.
Het betreft een gotische kruisbasiliek met neogotische zijbeuken en half ingebouwde westtoren. Het geheel werd uitgevoerd in witte zandsteen. De toren heeft vier geledingen en onderaan twee muurbanden van ijzerzandsteen.

## Geschiedenis
Herlaar (Hallaar, Halder) was een van de zeven  heerdgangen van het dorp Heist. Hier stond oorspronkelijk een kerkje, opgericht door de lokale grondheer die mogelijk behoorde tot de familie Berthout. Na 1300 was de heer van Herlaer in elk geval Floris Berthout, die in 1331 zijn donjon aldaar, het "Hallaarhofke", bij testament naliet aan zijn bastaardzoon Florken van Mechelen. Zijn nakomelingen hebben in de tweede helft van de 15de eeuw de kerk gevoelig uitgebreid met een kruisbeuk, een groter koor en een hogere toren. Enkele leden van de familie werden in de kerk begraven.. De kerk was van oudsher een lokaal Maria-bedevaartsoord, wat mede verklaart waarom dergelijke ingrijpende verbouwingen mogelijk werden.
De eerste vermelding van de kerk dateert van 1398. Hendrik Tutbak (=Tucbake, een belangrijke Heistse familie), die als koopman in Great Yarmouth (Engeland) resideerde en daar overleed, voorzag in zijn testament een legaat voor de Onze-Lieve-Vrouwekerk van Herlaar "in Brabant". Rond 1370 wordt "Herlaer" vermeld als een afhankelijkheid van de parochie Heist (waarvan de parochiekerk een Sint-Lambertuskerk was). In de kerk was een kapelanie die verbonden was aan een Heilig Kruisaltaar.
De kerk had bijgevolg een eigen kapelaan, die wekelijks een of meer missen deed, maar de parochiekerk waar de inwoners van Herlaar hun zondagsplicht moesten vervullen, was de Sint-Lambertuskerk van Heist-op-den-Berg. In 1502 werd een wekelijkse mis gesticht aan een dan nieuw opgericht altaar van Onze-Lieve-Vrouw; die mis groeide uit tot een bedevaartmis en wordt sedert dat jaar wekelijks opgedragen om negen uur op zaterdag. In de 17e en 18e eeuw werden de bevoegdheden van de kapelaan gaandeweg uitgebreid en mocht er ook gedoopt en begraven worden. In 1807 werd de kerk, als succursale kerk, een parochiekerk. Het kerkgebouw, dat verkocht was als 'zwart goed' in 1799, was toen nog in private handen; het kon pas rond 1820 teruggekocht worden.
De oorspronkelijke kerk was een eenvoudige zaalkerk met lage westertoren, gebouwd in dezelfde ijzerzandsteen als die waarmee de donjon gebouwd was; dat alles dateerde waarschijnlijk uit de 14de eeuw, mogelijk vroeger. De oudste zichtbare delen van de kerk (toren, transept en koor) zijn 15e-eeuws en zijn in witte kalksteen. De oorspronkelijke toren vormt de binnenkant van de benedenverdieping van de huidige toren; de ijzerzandsteen is echter volledig verborgen door een cementbezetting. De verbouwing van de toren kan geplaatst worden vóór 1479. Omstreeks 1500 werden een transept en een nieuw, vijfzijdig afgesloten, koor gebouwd.
In 1755 werd de toren voorzien van een barokke spits die echter in 1865 door blikseminslag werd vernield. In 1866 werd een achtkante spits met vier hoektorentjes aangebracht. In 1901-1903 werd de kerk vergroot, naar ontwerp van Léonard Blomme en Edward Careels. De achtkantige spits werd vervangen door een ingesnoerde naaldspits, de middenbeuk werd van zijbeuken voorzien die gedeeltelijk doorlopen naast de toren.

## Interieur
Het middenschip wordt overkluisd door een houten spitstongewelf, de zijbeuken door kruisribgewelven.
De kerk bezit een Mariabeeld uit de 15e of 16e eeuw dat als miraculeus beeld gekend is. Verder is er een 16e-eeuwse calvarie. Het koorgestoelte en de lambrisering zijn 17e-eeuws. De kuip van de preekstoel is 18e-eeuws en de biechtstoelen zijn van ongeveer 1700.
Het hoofd- en de twee zijaltaren zijn neogotisch en stammen uit 1903. De glas-in-loodramen zijn van 1904.